# Sauðahnúkur (bergstopp)
Sauðahnúkur är en bergstopp i republiken Island. Den ligger i regionen Norðurland vestra, 200 km nordost om huvudstaden Reykjavík. Toppen på Sauðahnúkur är 592 meter över havet, eller 210 meter över den omgivande terrängen. Bredden vid basen är 4,9 km.
Trakten runt Sauðahnúkur är nära nog obefolkad, med mindre än två invånare per kvadratkilometer. Närmaste större samhälle är Sauðárkrókur, omkring 18 kilometer öster om Sauðahnúkur. Trakten runt Sauðahnúkur består i huvudsak av gräsmarker.